# Trichopsenius huaxiensis
Trichopsenius huaxiensis — вид жуків родини жуків-хижаків (Staphylinidae). Описаний у 2023 році.

## Поширення
Ендемік Китаю. Виявлений в повіті Гуасі міського округу Гуйян провінції Ґуйчжоу на півдні країни.

## Опис
Дрібний жук, завдовжки 2,5 мм. Тіло червонувато-коричневе, надкрила і бічна частка IX тергіта темніші.

## Екологія
Термітофільний жук. Його було зібрано в гнізді термітів роду Reticulitermes. Усі дорослі особини типових зразків були зібрані в листопаді 2022 року, вони були знайдені в мертвій і розплющеній сосні.